# Isidor Straus
Isidor Straus (6 de febrer de 1845 – 15 d'abril de 1912) era un home de negocis alemany de família jueva i nascut a Amèrica, que també fou polític i co-propietari d'uns grans magatzems de Macy amb el seu germà Nathan. També serví durant un any com a membre de la Cambra de Representants dels Estats Units. Va morir amb la seva muller, Ida, en l'enfonsament del transatlàntic RMS Titanic.

## Primers anys de vida
Isidor Straus va néixer a una família jueva a Otterberg a l'antic Palatinat, governat pel Regne de Baviera. Va ser el primer dels cinc fills de Lázaro Straus (1809-1898) i la seva segona esposa Sara (1823-1876). Els seus germans foren Hermine (1846–1922), Nathan (1848–1931), Jakob Otto (1849-1851) i Oscar Solomon Straus (1850–1926). El 1854 ell i la seva família van emigrar als Estats Units, després del seu pare, Lazarus, que va immigrar dos anys abans. Es van establir primer a Columbus, Geòrgia, i després van viure a Talbotton, Geòrgia, on encara avui hi ha la seva casa. Es preparava per anar a l'Acadèmia Militar dels Estats Units a West Point quan l'esclat de la Guerra Civil dels Estats Units li va impedir fer-ho. El 1861, va ser elegit oficial en una unitat militar confederada, però no va ser autoritzat per servir a causa de la seva joventut; el 1863, anà a Anglaterra a assegurar vaixells per evitar el bloqueig naval durant la Guerra de Secessió.

## Carrera
Després de la Guerra Civil, es van traslladar a la ciutat de Nova York, on Lazarus va convèncer Rowland Hussey Macy, fundador de Macy's, per permetre que L. Straus & Sons obrís un departament de vaixella al soterrani de la seva botiga.
Isidor Straus va treballar a L. Straus & Sons, que es va convertir en el departament de vidre i xina a Macy's. El 1888, ell i Nathan Straus es van convertir en socis de Macy's. Cap al 1896, Isidor i el seu germà Nathan havien aconseguit la plena propietat de RH Macy &amp; Co.

## Matrimoni i fills
El 1871, Isidor Straus es va casar amb Rosalie Ida Blun (1849–1912). Van ser pares de set fills (un dels quals va morir a la infància):
- Jesse Isidor Straus (1872–1936), que es va casar amb Irma Nathan (1877–1970), i va exercir d'ambaixador dels Estats Units a França, 1933–1936
- Clarence Elias Straus (1874-1876), que va morir en la seva infantesa
- Percy Selden Straus (1876–1944), que es va casar amb Edith Abraham (1882–1957), filla d'Abraham Abraham[5]
- Sara Straus (1878–1960), que es va casar amb el doctor Alfred Fabian Hess (1875–1933)[6]
- Minnie Straus (1880–1940), que es va casar amb el doctor Richard Weil (1876–1917)
- Herbert Nathan Straus (1881–1933), que es va casar amb Therese Kuhn el 1907 (1884–1977)
- Vivian Straus (1886–1967), es va casar per primera vegada amb Herbert Adolph Scheftel (1875-1914) amb qui va tenir dos dels seus tres fills i, segon, el 1917, es va casar amb George A. Dixon, Jr. (1891–1956)[7]

La seva rebesneta és la cantant King Princess.

## Carrera política
Va exercir de congressista dels Estats Units des del 30 de gener de 1894 fins al 3 de març de 1895, com a representant demòcrata del 15è districte congressual de Nova York. A més, Straus va ser president de The Educational Alliance i un important treballador en moviments benèfics i educatius, molt interessat en la reforma del servei públic i l'extensió general de l'educació. Va declinar el càrrec de Postmaster General que li va oferir el president dels Estats Units, Grover Cleveland.
Quan la recent constituïda Mutual Alliance Trust Company es va obrir per negociar a Nova York el dimarts després del 29 de juny de 1902, hi havia 13 consellers, entre els quals Emanuel Lehman, William Rockefeller, Cornelius Vanderbilt i Straus.

## Mort alTitanic

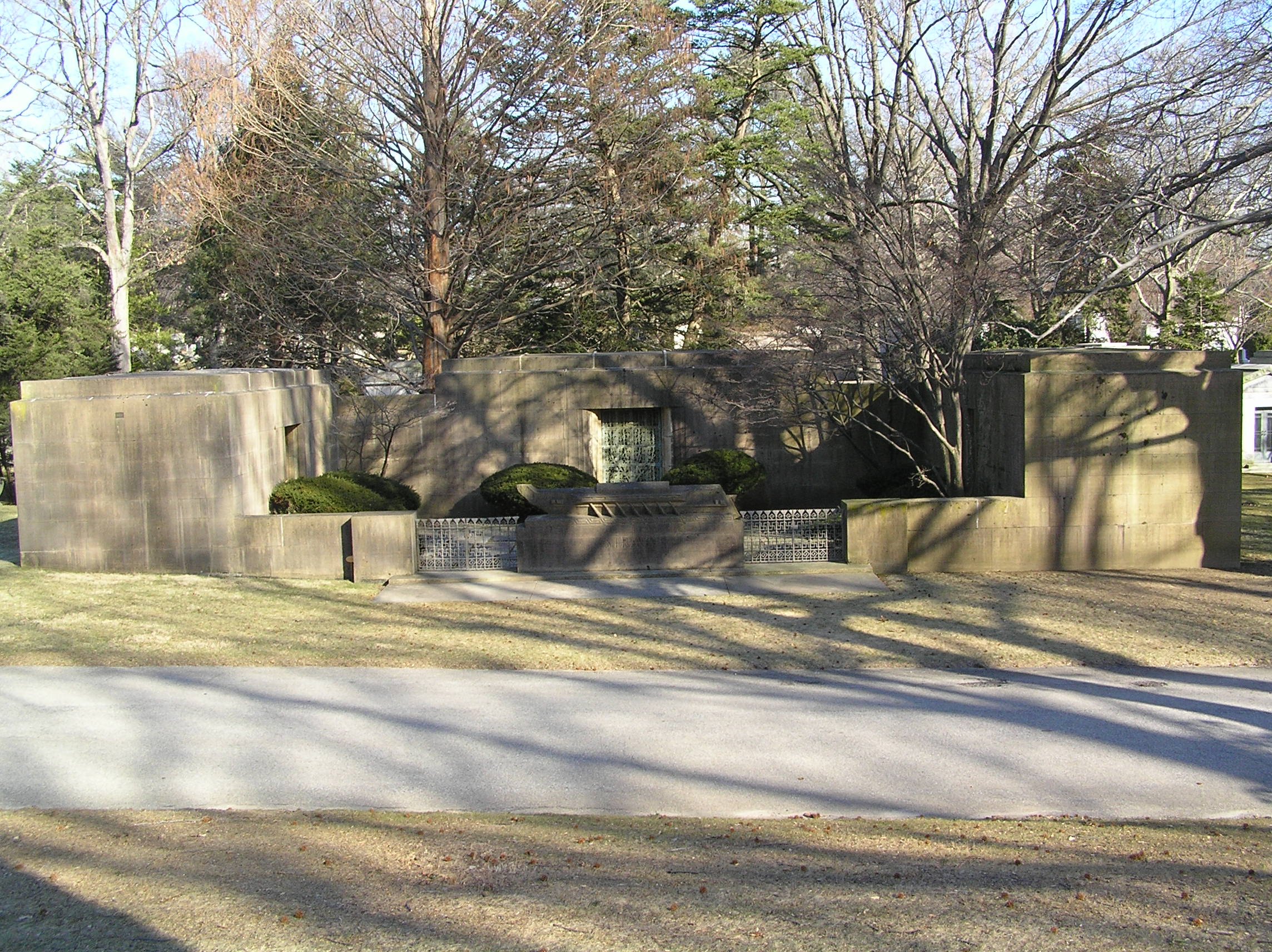
El sepulcre d'Isidor Straus al cementiri de Woodlawn

Straus viatjava l'hivern de 1912 des d'Europa, quan passant per Cap Martin al sud de França, Isidor i la seva dona anaven de passatgers al RMS Titanic quan, cap a les 11:40 del 14 d'abril el transatlàntic va xocar contra un iceberg.
Una vegada que era clar que el Titanic s'estava enfonsant, Ida es va negar a abandonar Isidor i no s'introduiria en un bot salvavides sense ell. Tot i que a Isidor se li va oferir un seient en una embarcació salvavides per acompanyar Ida, es va negar a seure mentre encara hi havia dones i nens a bord i es va negar a fer-ne cap excepció. Segons l'amic i el coronel supervivent del Titanic, el coronel Archibald Gracie IV, en veure que Ida es negava a abandonar el seu marit, es va oferir a preguntar-li a un oficial de coberta si Isidor i Ida podien entrar tots junts en un vaixell salvavides. Es va dir que Isidor li va dir a un coronel Gracie: "No aniré abans que els altres homes". Ida va insistir que la seva nova donzella anglesa contractada, Ellen Bird, s'incorporés a l'embarcació #8. Va donar a Ellen el seu abric de pell, afirmant que no en necessitaria. Es diu que Ida va dir: "No em separaré del meu marit. Com ho hem viscut, també morirem, junts". Isidor i Ida van ser vistos per última vegada agafats del braç a la coberta del vaixell. Els testimonis oculars van descriure l'escena com una "gran mostra destacada d'amor i devoció". Tots dos van morir el 15 d'abril, quan el vaixell es va enfonsar a les 2:20 del matí. El cos d'Isidor Straus va ser recuperat pel vaixell reparador de cables britànic <i id="mwbQ">Mackay-Bennett</i> i portat a Halifax, Nova Escòcia, on va ser identificat abans de ser enviat a Nova York. Va ser enterrat per primera vegada al mausoleu de Straus-Kohns al cementiri de Beth-El Cemetery a Brooklyn. Però després el seu cos va ser traslladat al Mausoleu de Straus al cementiri de Woodlawn al Bronx el 1928. El cos d'Ida no es va trobar mai, de manera que la família va recollir aigua del lloc del naufragi i la va col·locar en una urna al mausoleu. Isidor i Ida són memorialitzats en un cenotafi fora del mausoleu amb una cita del Cant de Salomó (8: 7): "Moltes aigües no poden apagar l'amor; ni les inundacions no l'ofeguen".

## Memorials

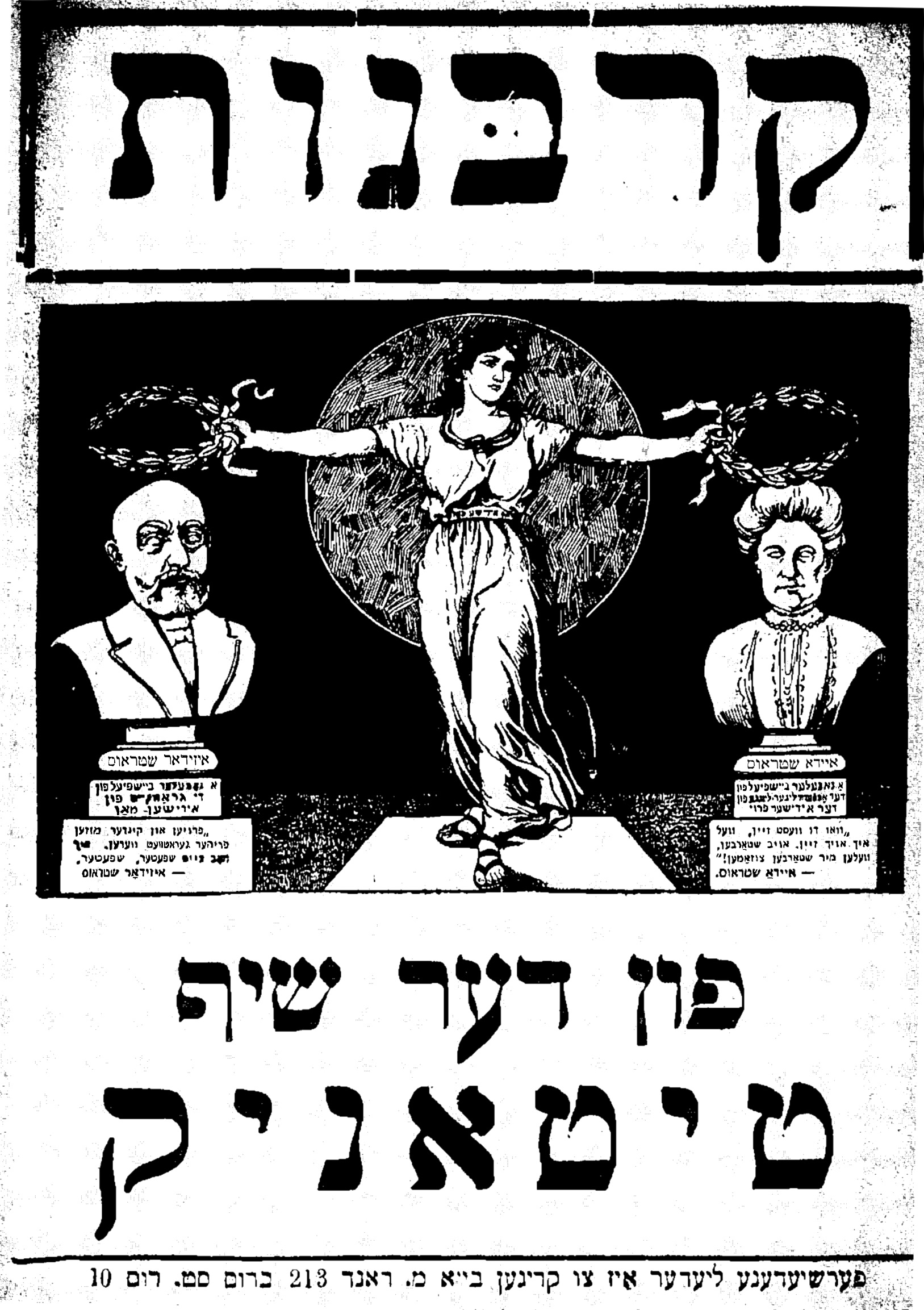
Isidor i Ida Straus, víctimes del vaixell Titanic - Yiddish Penny Song

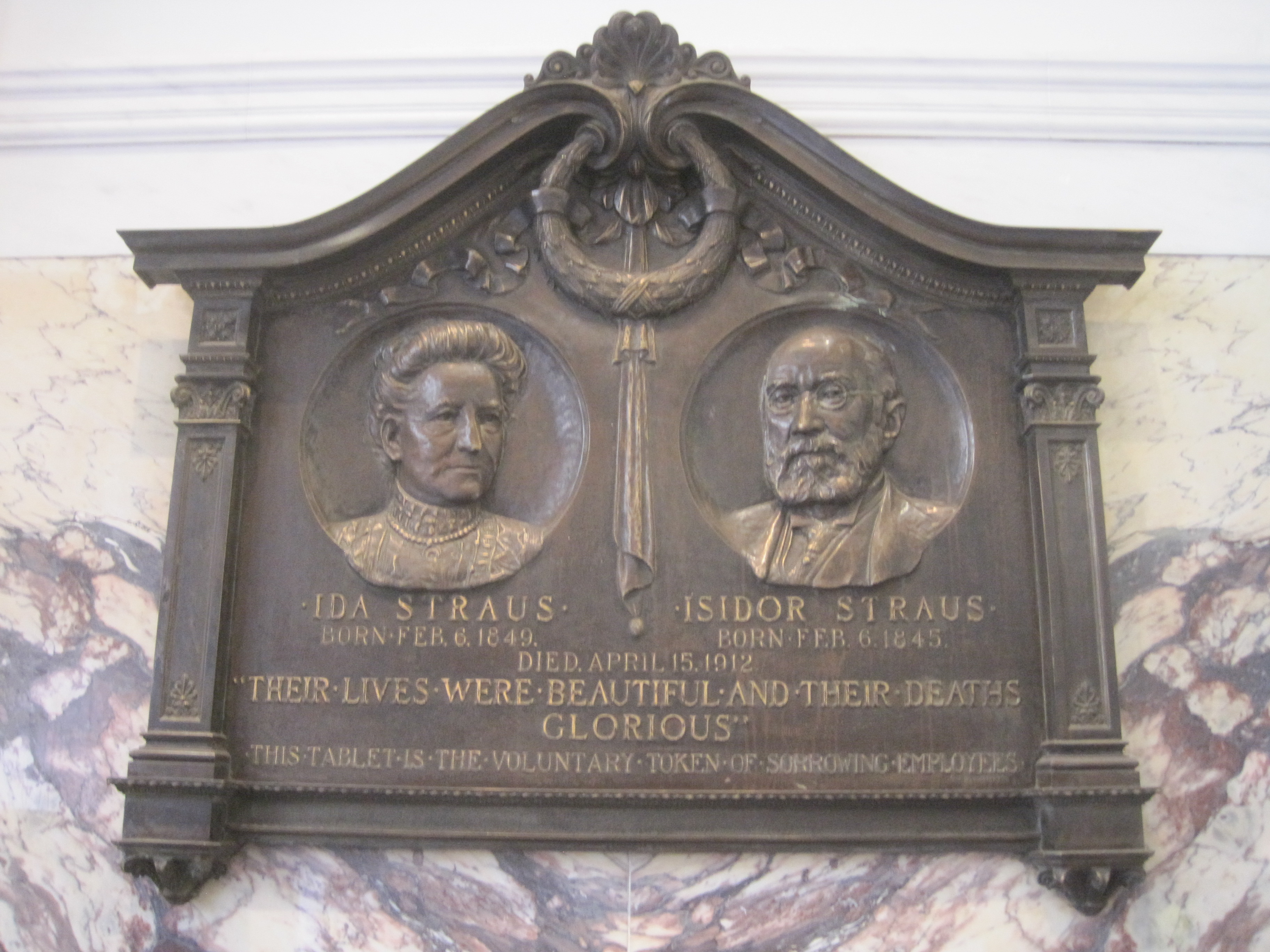
La Placa Memorial Ida i Isidor Straus situada a va muntar a Manhattan Macy's

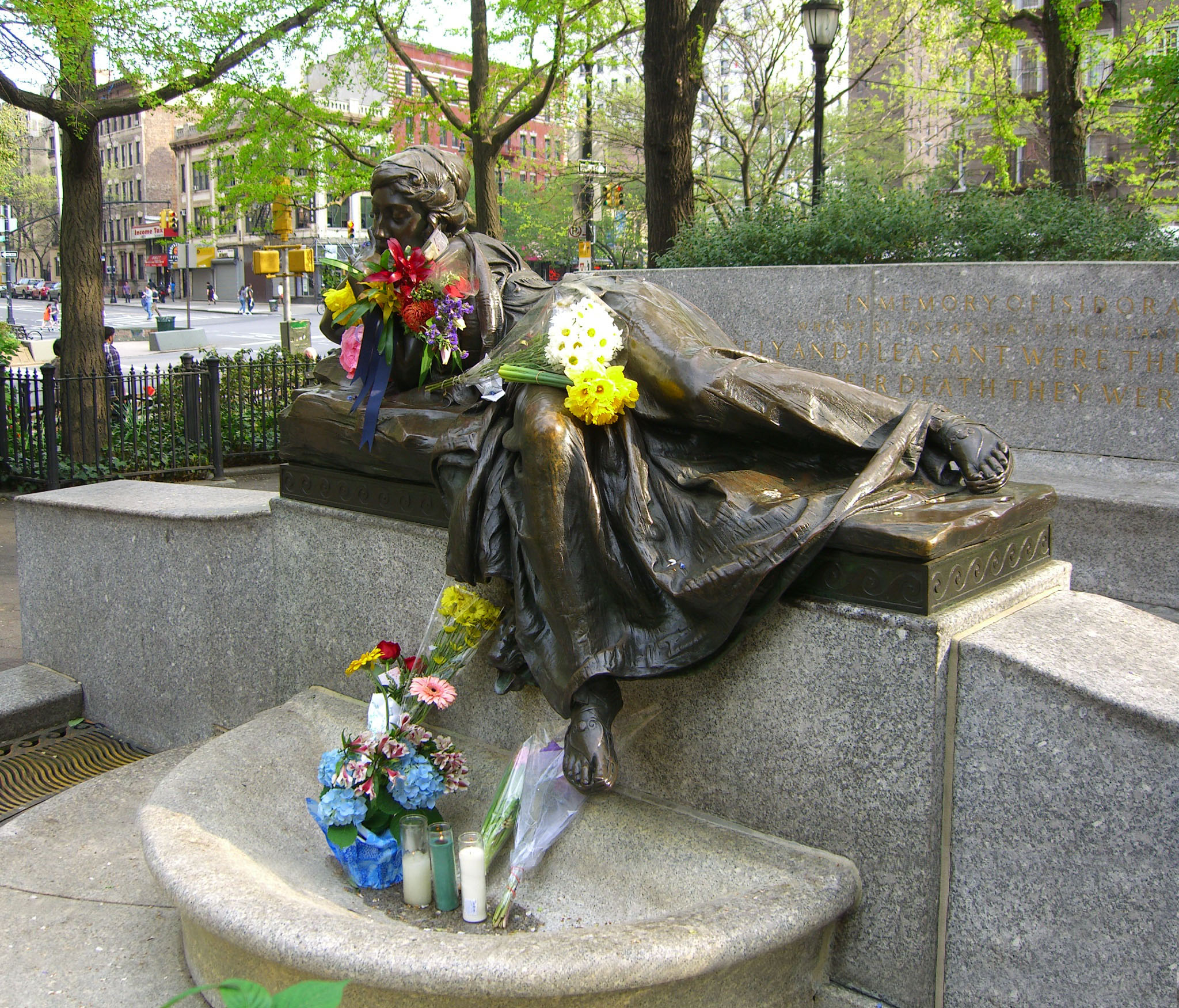
Memorial Isidor i Ida Straus al parc de Straus, a la part superior oest de Manhattan

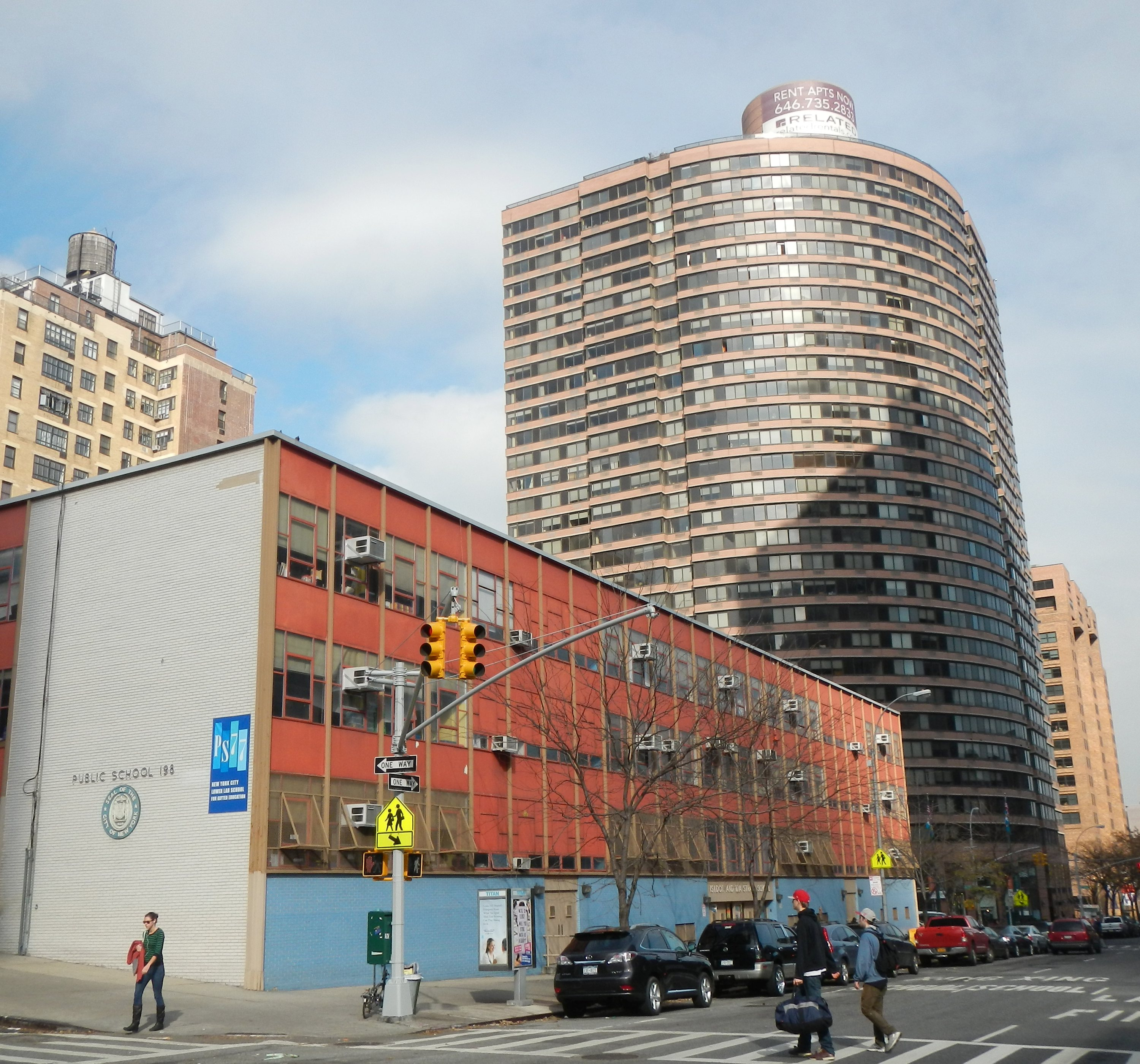
PS 198, a la tercera avinguda entre els carrers 95 i 96 de l'est

A més del cenotafi del cementiri de Woodlawn, hi ha tres altres monuments commemoratius a Isidor i Ida Straus a la seva llar adoptada de Nova York:
- Es pot veure una placa commemorativa a la planta principal del Magatzem Macy's de Manhattan.
- El Memorial Isidor i Ida Straus es troba a Straus Park, a la intersecció de Broadway i West End Avenue al carrer 106 (Boulevard Duke Ellington) de Manhattan.[12] El parc es troba a un bloc de pisos de distància d'on residien al carrer 105 i l'avinguda West End (actualment l'emplaçament de l'edifici Cleburne). Una inscripció diu: "encantadors i agradables van estar a la seva vida i en la mort no es van dividir". (2 Samuel 1:23)
- New York City Public School PS 198, construïda a Manhattan el 1959, rep el nom d'Isidor i Ida Straus. L'edifici, a la tercera avinguda entre l'Est 95 i 96 Carrers, comparteix espai amb una altra escola, PS 77.[13]

Straus Hall, una de les residències de primer any de Harvard a Harvard Yard, va ser lliurada en honor dels Strauses pels seus tres fills.

## En la cultura popular
La parella està retratada a la pel·lícula de 1953 Titanic, la pel·lícula de 1958 A Night to Remember, i al musical Titanic, en escenes fidels als relats descrits anteriorment. A la pel·lícula de Titanic 1997, els Strauses es representen breument besant-se i sostenint-se els uns als altres al seu llit quan el seu cameró s'inunda amb aigua. Una escena suprimida mostra a Isidor (interpretat per Lew Palter) que intenta persuadir Ida (interpretada per Elsa Raven) perquè entri en un bot de salvament, cosa que ella es nega a fer.